# Huberia nettoana
Huberia nettoana är en tvåhjärtbladig växtart som beskrevs av Alexander Curt Brade. Huberia nettoana ingår i släktet Huberia och familjen Melastomataceae. Inga underarter finns listade i Catalogue of Life.